# Camp Nelson (Kalifornija)
Camp Nelson je naseljeno područje za statističke svrhe u američkoj saveznoj državi Kalifornija. Prema popisu stanovništva iz 2010. u njemu je živjelo 97 stanovnika.